# Franz Reuß (Schriftsteller)
Franz Richard Reuß (* 5. Mai 1879 in Augsburg; † nach 1937) war ein deutscher Schriftsteller, der außer Lyrik und Reiseschilderungen auch Erzählungen schrieb.

## Leben und Wirken
Er stammte aus einfachen Verhältnissen und war der Sohn von Richard Reuß und dessen Ehefrau. Nach dem Besuch des Gymnasiums studierte er drei Jahre an mehreren Universitäten indisch-iranische Sprachen und Religionswissenschaft. Um eine feste Anstellung zu erlangen, nahm er danach das Studium der Neuen Sprachen auf und erlangte die Lehrbefähigung für die obersten Klassen an allen bayerischen Gelehrtenschulen. Angesicht des damaligen Überschusses an Lehrern sah er seine Festanstellung noch weit hinausgeschoben, so dass er sich zunächst als Buchautor versuchte und in das Königreich Sachsen zog, um sich dort in Chemnitz als freischaffender Schriftsteller niederzulassen. 1905 erhielt er an der dortigen öffentlichen Handelslehranstalt eine Anstellung als Oberlehrer für deutsche, englische und französische Sprache.
Noch 1930 ist er als Professor in Chemnitz nachweisbar. Als solcher wurde er zum 30. Juni 1937 in den dauerhaften Ruhestand versetzt.

## Werke (Auswahl)
- Ein Vorspiel. 1908.
- Lebenslagen. 1909.
- Aus Altisland. 1909.
- Das stiller Herz. 1910.
- Bei Türken und Kroaten. Costenoble, Jena, 1913.
- Winterwald. In: Hausbücher für Sachsen. 2. Jg., Heft 1 (Januar 1921), S. 1f.
- Aus der sächsischen Heimat. Stimmungen und Bildern. Heckners Verlag, Wolfenbüttel [1927].
- (mit Paul Lehm): Stenographisches Lesebuch in Redeschrift. Heckners Verlag, Wolfenbüttel [1930].